# Liste der Biografien/El
Liste der Biografien |
Portal Biografien |
Personensuche
# |
A |
B |
C |
D |
E |
F |
G |
H |
I |
J |
K |
L |
M |
N |
O |
P |
Q |
R |
S |
T |
U |
V |
W |
X |
Y |
Z |
?
 
Ea |
Eb |
Ec |
Ed |
Ee |
Ef |
Eg |
Eh |
Ei |
Ej |
Ek |
El |
Em |
En |
Eo |
Ep |
Eq |
Er |
Es |
Et |
Eu |
Ev |
Ew |
Ex |
Ey |
Ez
 
Ela |
Elb |
Elc |
Eld |
Ele |
Elf |
Elg |
Elh |
Eli |
Elj |
Elk |
Ell |
Elm |
Eln |
Elo |
Elp |
Elr |
Els |
Elt |
Elu |
Elv |
Elw |
Ely |
Elz
Die Liste der Biografien führt alle Personen auf, die in der deutschsprachigen Wikipedia einen Artikel haben. Dieses ist eine Teilliste mit 308 Einträgen von Personen, deren Namen mit den Buchstaben „El“ beginnt.

## El

### El A
- El Aaraje, Lamia (* 1986), französische Politikerin
- El Ahmadi, Karim (* 1985), marokkanischer Fußballspieler
- El Aida Chaffey, Jacob (* 2001), maltesischer Sprinter
- El Ajjani, Fatima (* 1982), marokkanische Fußballschiedsrichterin
- El Akkad, Omar (* 1982), kanadischer Journalist und Schriftsteller
- El Akri, Mustafa (1965–2001), marokkanischer Musiker und Sänger
- El Allami, Malak (* 2006), marokkanische Tennisspielerin
- El Amine, Hamza (* 2004), marokkanischer Tennisspieler
- El Amir, Eman (* 1981), ägyptische Squashspielerin
- El Amir, Gamal, ägyptischer Squashspieler
- El Ammoury, Mohammed Said (* 1977), marokkanischer Straßenradrennfahrer
- El Amrani, Reda (* 1988), marokkanischer Tennisspieler
- El Aouni, Aya (* 2005), marokkanische Tennisspielerin
- El Arabi, Lina (* 1995), französische SchauspielerinLina El Arabi (* 1995)

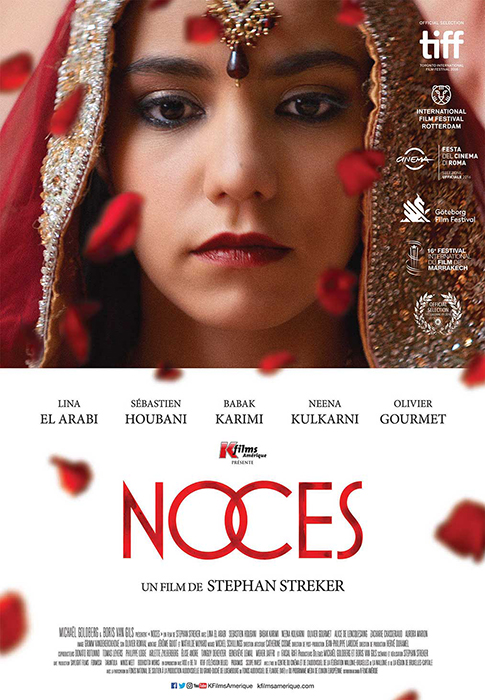
Lina El Arabi (* 1995)

- El Aroud, Malika († 2023), marokkanische Internet-Islamistin
- El Assal, Adolf (* 1981), luxemburgischer Filmemacher, Filmproduzent und Drehbuchautor
- El Assas, Otmane (* 1979), marokkanischer Fußballspieler
- El Aynaoui, Neil (* 2001), marokkanisch-französischer Fußballspieler
- El Aynaoui, Younes (* 1971), marokkanischer Tennisspieler

### El B
- El Bacha, Abdel Rahman (* 1958), libanesischer Pianist und Komponist
- El Bakhtaoui, Faissal (* 1992), französisch-marokkanischer Fußballspieler
- El Basir, Rachid (* 1968), marokkanischer Mittelstreckenläufer
- El Bekri, Wissam (* 1984), tunesischer Fußballspieler
- El Bocho (* 1978), deutscher Streetart- und Graffiti-Künstler
- El Boudouhi, Saïda (* 1978), andorranische Rechtswissenschafterin und Hochschullehrerin
- El Boumlili, Khalid (* 1978), marokkanischer Marathonläufer

### El C
- El Caballo Loco, Juan (* 1998), US-amerikanischer Pornodarsteller
- El Chapo (* 1957), mexikanischer Drogenhändler, Chef des mexikanischen Sinaloa-DrogenkartellsEl Chapo (* 1957)

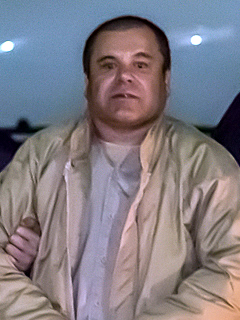
El Chapo (* 1957)

- El Chocolate (1930–2005), spanischer Flamenco-Sänger
- El Chombo (* 1969), panamaischer Reggaeton-Künstler
- El Cid († 1099), spanischer Ritter und NationalheldEl Cid († 1099)

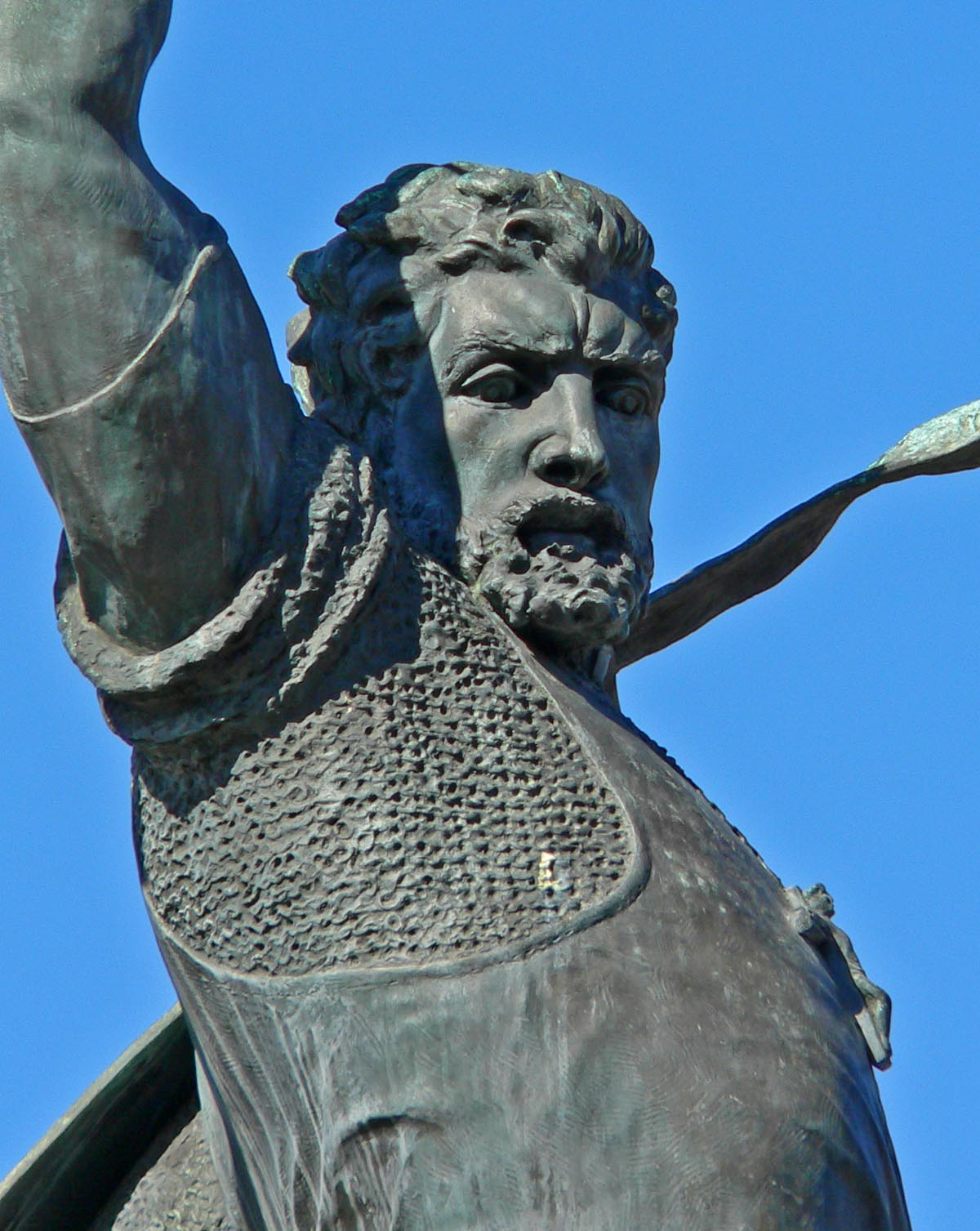
El Cid († 1099)

- El Cordobés (* 1936), spanischer Stierkämpfer

### El D
- El Debs, Felipe (* 1985), brasilianischer Schachspieler
- El Defrawy, Kanzy (* 1994), ägyptische Squashspielerin
- El Difraoui, Asiem (* 1965), ägyptisch-deutscher Politologe, Volkswirt, Dokumentarfilm- und Buchautor

### El F
- El Fadil, Amira (* 1967), sudanesische Politikerin und Kommissarin der afrikanischen Union
- El Fakharany, Hany (* 1978), ägyptischer Handballspieler
- El Fakiri, Hassan (* 1977), norwegisch-marokkanischer Fußballspieler
- El Fani, Sofian (* 1974), tunesischer Kameramann
- El Feki, Shereen (* 1968), ägyptisch-britische Wissenschaftsjournalistin
- El Fillo, spanischer Flamenco-Sänger
- El Funky (* 1981), kubanischer Rap-Musiker und Dissident

### El G
- El Gamal, Abbas (* 1950), ägyptisch-US-amerikanischer Elektroingenieur
- El Goulli, Sophie (1931–2015), tunesische Schriftstellerin und Kunsthistorikerin
- El Gourch, Mohamed (1936–2015), marokkanischer Radrennfahrer
- el Granaíno, Tío José (1818–1858), spanischer Flamenco-Sänger und Torero
- El Greco († 1614), spanischer Maler, Bildhauer, Architekt und Hauptmeister des spanischen ManierismusEl Greco († 1614)

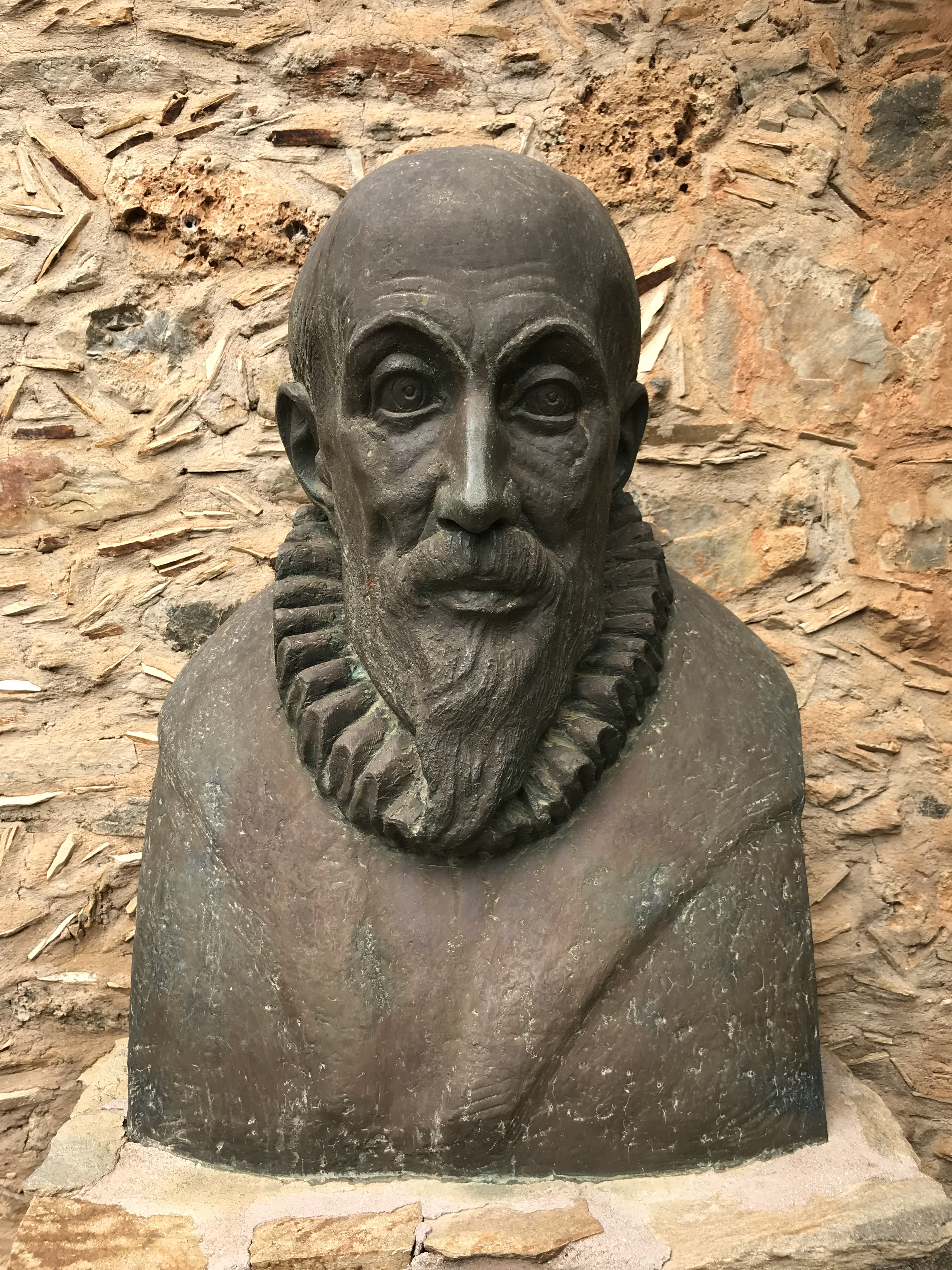
El Greco († 1614)

- El Guerrouj, Hicham (* 1974), marokkanischer Mittel- und Langstreckenläufer, Olympiasieger
- El Guincho (* 1983), spanischer Musiker

### El H
- El Habbassi, Asdin (* 1986), österreichischer Politiker (ÖVP), Abgeordneter zum Nationalrat
- El Hacen, Moctar Sidi (* 1997), mauretanischer Fußballspieler
- El Hachmi, Najat (* 1979), katalanische Schriftstellerin
- El Haddad, Samira (* 1979), marokkanische Boxerin
- El Haddadi, Munir (* 1995), spanisch-marokkanischer Fußballspieler
- El Hadj, Anouar Ait (* 2002), belgischer Fußballspieler
- El Hadj, Hakim Ben (* 1978), französischer Fußballschiedsrichter
- El Haïry, Sarah (* 1989), französische Politikerin
- El Haité, Hakima (* 1963), marokkanische Politikerin
- El Haj Ali, Fikri (* 1985), deutscher Fußballspieler
- El Hajjam, Oualid (* 1991), marokkanisch-französischer Fußballspieler
- El Hajri, Jawad (* 1979), französisch-marokkanischer Fußballspieler
- El Halaby, Yasser (* 1984), ägyptischer Squashspieler
- El Hamdaoui, Mounir (* 1984), marokkanisch-niederländischer Fußballspieler
- El Hammamy, Hania (* 2000), ägyptische Squashspielerin
- El Hammamy, Karim (* 1995), ägyptischer Squashspieler
- El Hammani, Mina (* 1993), spanische Schauspielerin und ModelMina El Hammani (* 1993)

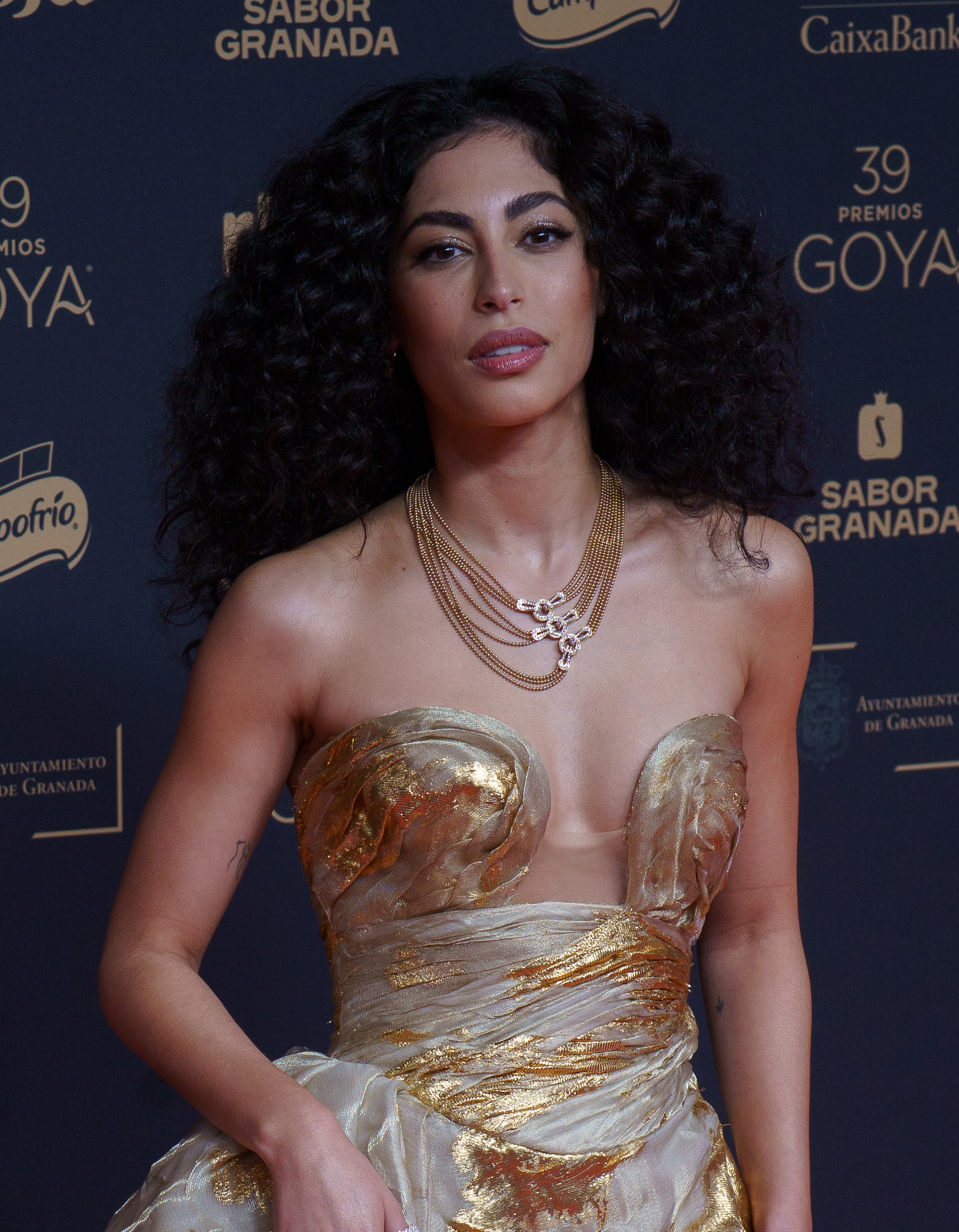
Mina El Hammani (* 1993)

- El Hammouchi, Rachid (* 1981), marokkanischer Fußballspieler
- El Hankouri, Mohammed (* 1997), marokkanisch-niederländischer Fußballspieler
- El Hassán ben el Mehdi, Muley (1912–1984), marokkanischer Jalifa im Protektorat Spanisch-Marokko
- El Hassnaoui, Soufian (* 1989), marokkanischer Fußballspieler
- El Hefe (* 1965), US-amerikanischer Gitarrist
- El Helbawi, Mirna (* 1992), ägyptische Journalistin, Schriftstellerin, Podcasterin und Aktivistin
- El Himer, Driss (* 1974), französischer Langstreckenläufer
- El Hindi, Wael (* 1980), ägyptischer Squashspieler
- El Hiyani, Fatima Zahra (* 1996), marokkanische Radsportlerin
- El Hor, Autorin des Expressionismus
- El Hosaini, Sally, walisisch-ägyptische Filmregisseurin und Drehbuchautorin
- El Houari, Zaineb (* 1998), marokkanische Tennisspielerin
- El Hriti, Aniss (* 1989), französischer Fußballspieler

### El I
- El Idrissi, Abdelaziz Ennaji (* 1986), marokkanischer Langstreckenläufer
- El Idrissi, Faysal (* 1977), französisch-marokkanischer Fußballspieler
- El Idrissi, Othmane (* 2006), marokkanischer Fußballspieler

### El J
- El Jack, Nawal (* 1988), sudanesische Sprinterin
- El Jardi, Diae (* 2000), marokkanische Tennisspielerin
- El Jeiroudi, Diana (* 1977), syrische Dokumentarfilmerin
- El Jundi, Munir († 2020), syrischer Diplom-Ingenieur

### El K
- El Kababri, Hotman (* 2000), belgisch-marokkanischer Fußballspieler
- El Kabir, Moestafa (* 1988), marokkanischer Fußballspieler
- El Kaddouri, Badr (* 1981), marokkanischer Fußballspieler
- El Kaddouri, Omar (* 1990), marokkanisch-belgischer Fußballspieler
- El Kajoui, Munir (* 1989), marokkanischer Fußballspieler
- el Kaliouby, Rana (* 1978), ägyptisch-amerikanische Informatikerin und Unternehmerin
- El Kamch, Zhor (* 1973), marokkanische Langstreckenläuferin
- El Kammouchi, Karim (* 1988), deutscher SynchronsprecherKarim El Kammouchi (* 1988)

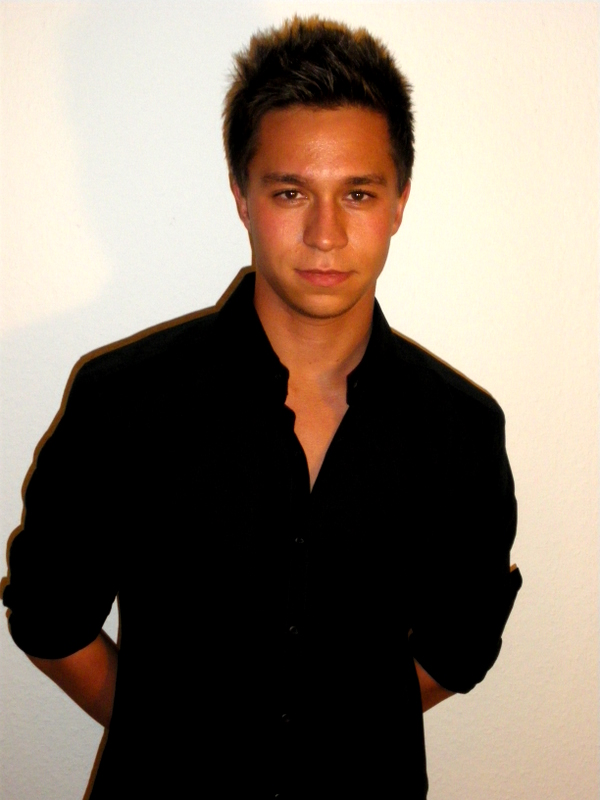
Karim El Kammouchi (* 1988)

- El Karoui, Nicole (* 1944), französische Mathematikerin
- El Kasmi, Nasir (* 1982), marokkanischer Fußballspieler
- El Khadraoui, Saïd (* 1975), belgischer Politiker, MdEP
- El Khatib, Hanni (* 1981), US-amerikanischer Singer-Songwriter
- El Khattabi, Ali (* 1977), marokkanischer Fußballspieler
- El Khomri, Myriam (* 1978), französische Politikerin (PS)
- El Khoury, Tanios (1930–2022), libanesischer Geistlicher und maronitischer Bischof von Sidon
- El Koala (* 1970), spanischer Musiker
- El Kurdi, Hartmut (* 1964), deutscher Schriftsteller

### El M
- El Mabrouk, Patrick (1928–1994), französischer Mittelstreckenläufer
- El Maestro, Nestor (* 1983), serbisch-englischer Fußballtrainer
- El Maestro, Nikon (* 1993), serbischer Fußballspieler
- El Makrini, Mohamed (* 1987), niederländischer Fußballspieler
- El Mala, Malek (* 2005), deutscher Fußballspieler
- El Mala, Saïd (* 2006), deutscher Fußballspieler
- El Mallouki, Habib (* 1973), marokkanischer Islamwissenschaftler
- El Mansouri, Fatima Ezzahra (* 1976), marokkanische Juristin und Politikerin
- El Masrar, Sineb (* 1981), deutsche Autorin und JournalistinSineb El Masrar (* 1981)

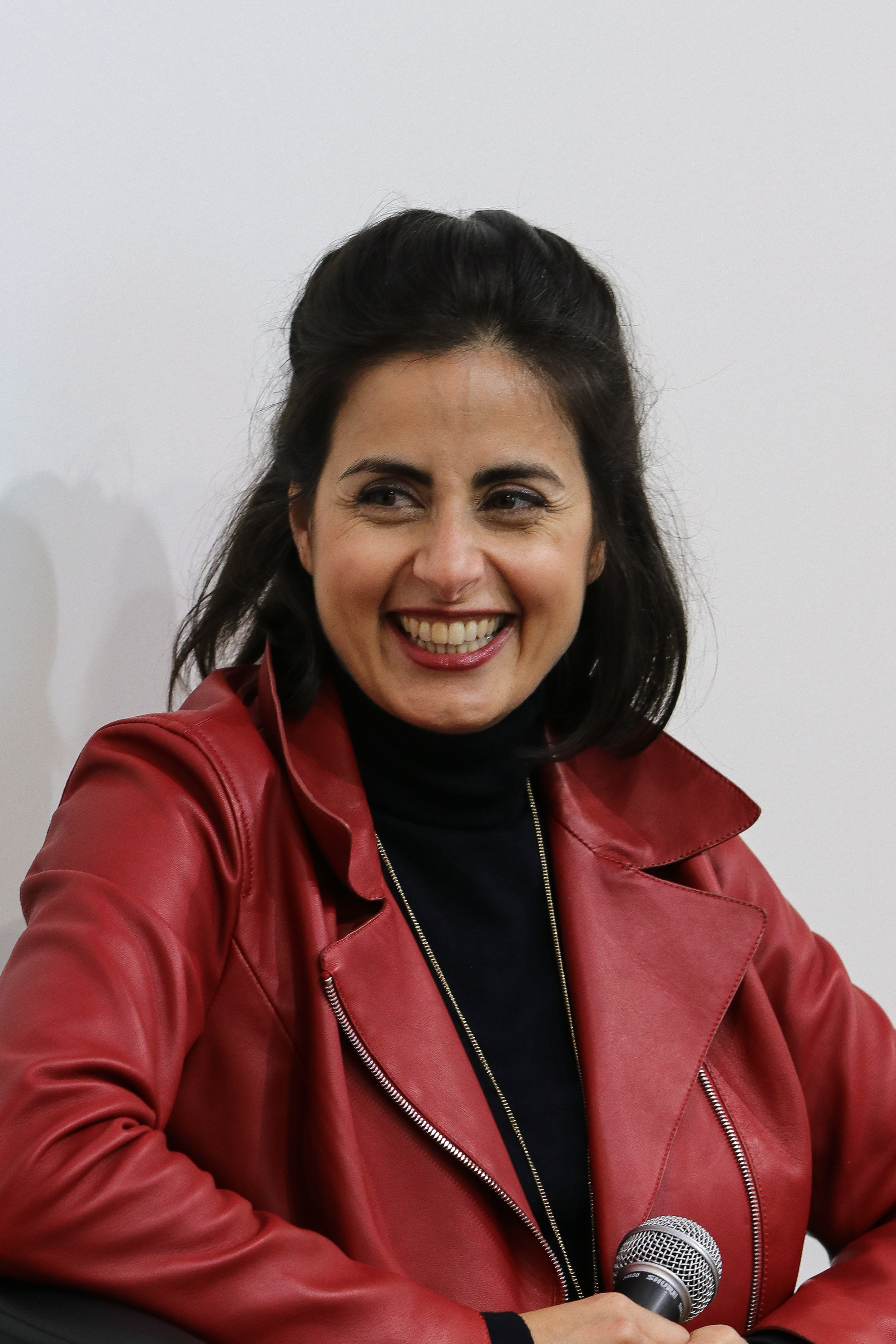
Sineb El Masrar (* 1981)

- El Masry, Sama, ägyptische Filmproduzentin, Tänzerin und Schauspielerin
- El Mechri, Mabrouk (* 1976), französischer Regisseur und Drehbuchautor
- El Médico de la Salsa (* 1965), kubanischer Salsamusiker, Timbamusiker und Songschreiber
- El Mekki, Chadli (1913–1988), algerischer Politiker und Diplomat
- El Melali, Farid (* 1997), algerischer Fußballspieler
- El Mihdawy, Adam (* 1989), US-amerikanischer Tennisspieler
- El Moctar, Jidou (* 1985), mauretanischer Leichtathlet
- El Morabet, Mohamed (* 1983), spanischer Schriftsteller, Übersetzer, Politologe und Kolumnist
- El Mouaziz, Abdelkader (* 1969), marokkanischer Langstreckenläufer
- El Moukhantir, Anouar (* 1997), deutscher Fußballspieler
- El Moutawakel, Nawal (* 1962), marokkanische Hürdenläuferin, Olympiasiegerin und Politikerin
- El Murr, Dimitri (* 1976), französischer Philosophiehistoriker

### El N
- El Naschie, Mohammed (* 1943), ägyptischer Mathematiker, Physiker und Ingenieur
- El Nene (* 1960), kubanischer Sänger
- El Nitri, Tomás († 1877), spanischer Flamenco-Sänger

### El O
- El Ouafi, Boughéra (1898–1959), französisch-algerischer Marathonläufer
- El Ouahdi, Zakaria (* 2001), marokkanischer Fußballspieler
- El Ouarti, Nassim (* 2005), marokkanisch-deutscher Fußballspieler

### El P
- El Patrón, Alberto (* 1977), mexikanischer WrestlerAlberto El Patrón (* 1977)

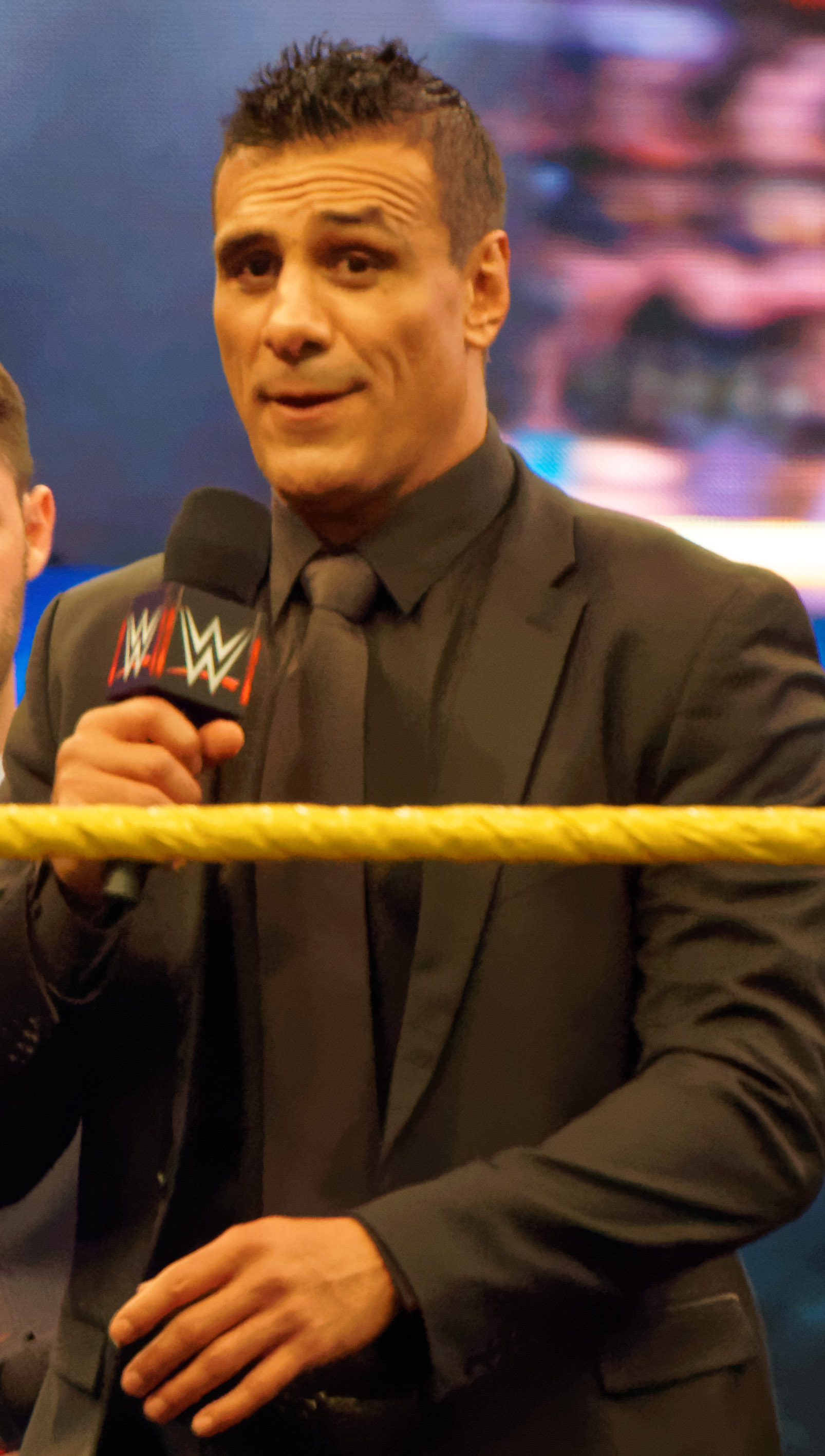
Alberto El Patrón (* 1977)

- El Perro del Mar, schwedische Musikerin
- El Pipa, Antonio (* 1970), spanischer Flamenco-Tänzer und Choreograf
- El Pípila (1782–1863), mexikanischer Minenarbeiter und Nationalheld

### El R
- El Razek, Scherif (* 1995), österreichischer Fußballspieler
- El Reedy, Jamil (* 1965), ägyptischer Skirennläufer
- El Risitas (1956–2021), spanischer Komiker und Schauspieler
- El Roumi, Majida (* 1956), libanesische Sängerin und Schauspielerin

### El S
- El Sadig, Gaafar-Noureldin (* 1983), sudanesischer Tennisspieler
- El Safi, Wadih (1921–2013), libanesischer Sänger, Songwriter, Komponist und Schauspieler
- El Samurai (* 1966), japanischer Wrestler
- El Santo (1917–1984), mexikanischer Luchador-Wrestler und Schauspieler
- El Sayed, Amira (* 1991), österreichisch-ägyptische Schauspielerin
- El Sayed, Sam, Schweizer Pokerspieler
- El Sayed, Sinan (* 2001), deutscher Schauspieler
- El Shaarawy, Stephan (* 1992), italienisch-ägyptischer Fußballspieler
- El Shafie, Majed, kanadischer Menschenrechtsaktivist
- El Sheiwi, Ziad (* 2004), österreichischer Fußballspieler
- El Shenawy, Mohamed (* 1988), ägyptischer Fußballspieler
- El Sherbini, Nour (* 1995), ägyptische Squashspielerin
- El Sherif, Mariella (* 2004), österreichische Fußballspielerin
- El Sirty, Moustafa (* 2001), ägyptischer Squashspieler
- El Sisi, Philippe (* 1984), ägyptischer Trance-Künstler
- El Sonbaty, Nasser (1965–2013), professioneller BodybuilderNasser El Sonbaty (1965–2013)

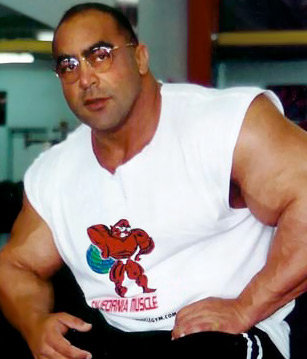
Nasser El Sonbaty (1965–2013)

### El T
- El Tabakh, Heidi (* 1986), kanadische Tennisspielerin
- El Tayeb, Nour (* 1993), ägyptische Squashspielerin
- El Torkey, Kareem (* 2004), ägyptischer Squashspieler
- El Torky, Heba (* 1991), ägyptische Squashspielerin
- El Torky, Nouran (* 1992), ägyptische Squashspielerin
- El Trabolsy, Amnah (* 1985), ägyptische Squashspielerin

### El V
- El Vez (* 1960), mexikanisch-amerikanischer Musiker

### El W
- El Waghef, Yahya Ould Ahmed (* 1960), mauretanischer Politiker
- El Waraki, Sascha (* 1974), deutscher Regisseur, Drehbuchautor und Filmproduzent
- El Wardini, Soham (* 1953), senegalesische Politikerin und ehemalige Bürgermeisterin von Dakar
- El Weleily, Raneem (* 1989), ägyptische Squashspielerin

### El Y
- El Yaagoubi, Mohamed (* 1977), marokkanischer Fußballspieler
- El Yacoubi, Nouzha (* 1950), marokkanische Mathematikerin und Hochschullehrerin

### El Z
- El Zhar, Nabil (* 1986), marokkanischer Fußballspieler

### El,
- El, Layla (* 1977), britisches Model, Tänzerin und Wrestlerin marokkanischer HerkunftLayla El (* 1977)

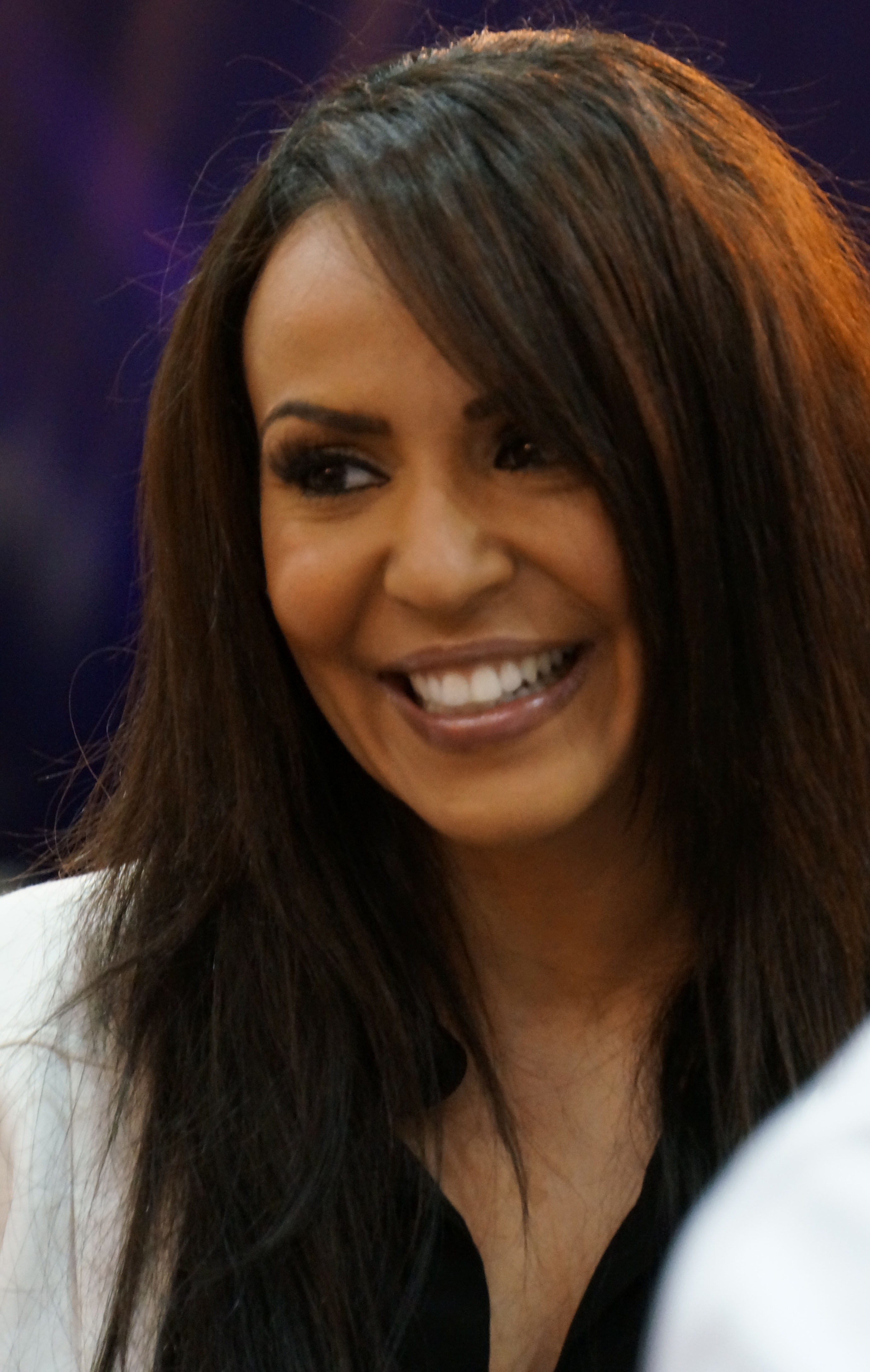
Layla El (* 1977)

### El-

#### El-A
- El-Aaraby, Mohamed Reda (* 1989), marokkanischer Langstreckenläufer
- El-Abbadi, Mostafa (1928–2017), ägyptischer Historiker und Professor für Griechisch-Römische Studien
- El-Abrashy, Fawzi, ägyptischer Tischtennisspieler
- El-Ahmar, Ahmed (* 1984), ägyptischer Handballspieler
- El-Ahrach, Bouchaïb (* 1972), marokkanischer Fußballschiedsrichter
- El-Akchaoui, Youssef (* 1981), niederländisch-marokkanischer Fußballspieler
- El-Akkad, Bahaa el-Din Ahmed Hussein (* 1949), ägyptischer Konvertit
- El-Alfy, Shahira (* 1977), ägyptische Tischtennisspielerin
- El-Amaire, Leila Younes (* 1991), deutsche Juristin und Poetry-Slamerin
- El-Amawy, Ahmad Ahmad (* 1932), ägyptischer Politiker
- El-Amin, Khalid (* 1979), US-amerikanischer Basketballspieler
- El-Arabi, Youssef (* 1987), marokkanisch-französischer Fußballspieler
- El-Ard, Fakhri Sheikh (* 1920), saudischer Diplomat im Ruhestand
- El-Ashram, Mohamed (1955–2022), ägyptischer Ringer
- El-Asmer, Mohamed (* 1988), deutscher Schauspieler arabischer AbstammungMohamed El-Asmer (* 1988)

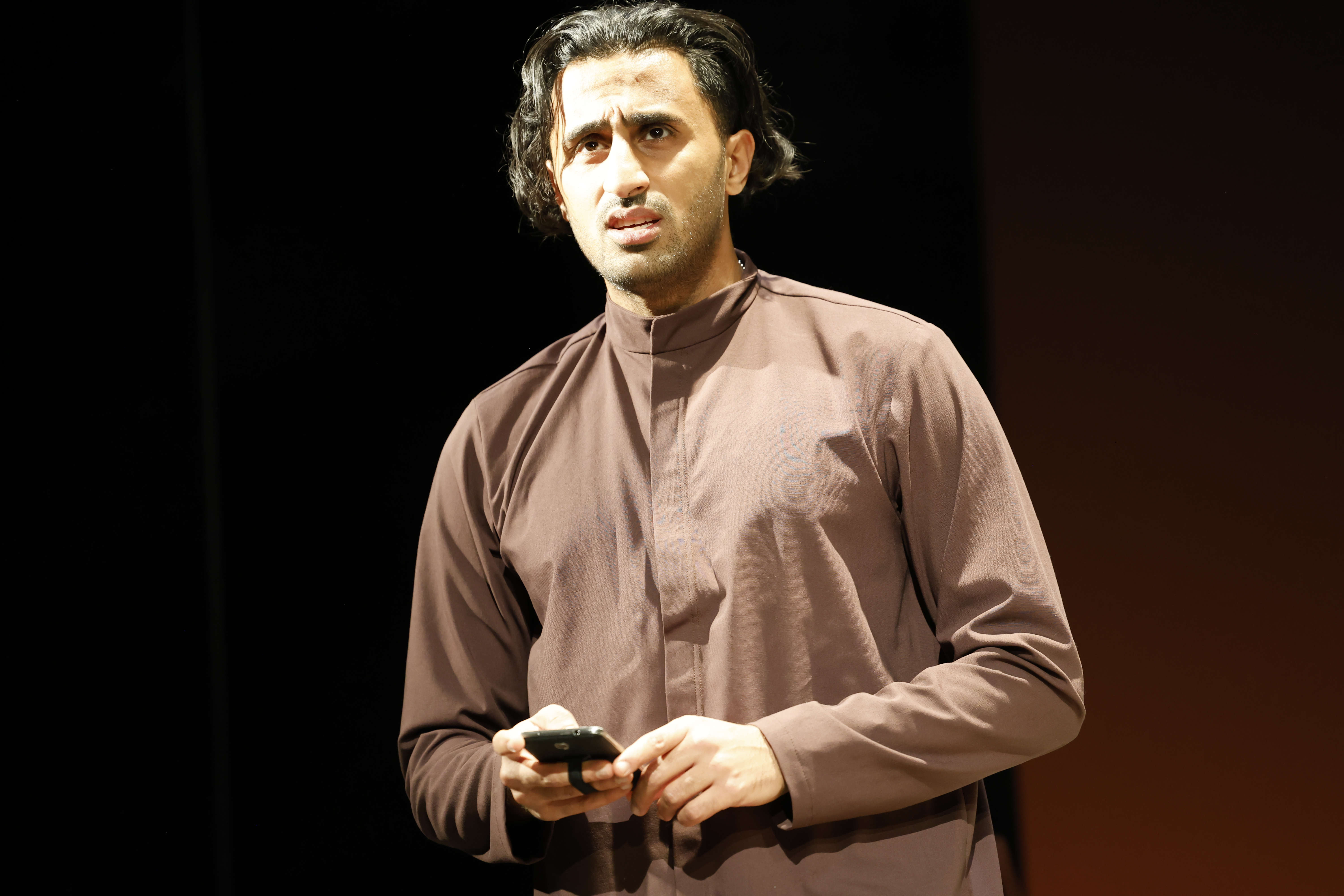
Mohamed El-Asmer (* 1988)

- El-Awa, Mohamed Selim (* 1942), ägyptischer Verfassungsjurist

#### El-B
- El-B, britischer Produzent und DJ
- El-Bahay, Akram (* 1976), deutsch-ägyptischer Fantasy-Schriftsteller
- el-Baradei, Mohammed (* 1942), ägyptischer Jurist und Diplomat, Generaldirektor der Internationalen Atomenergie-Organisation (IAEO), Friedensnobelpreisträger 2005Mohammed el-Baradei (* 1942)

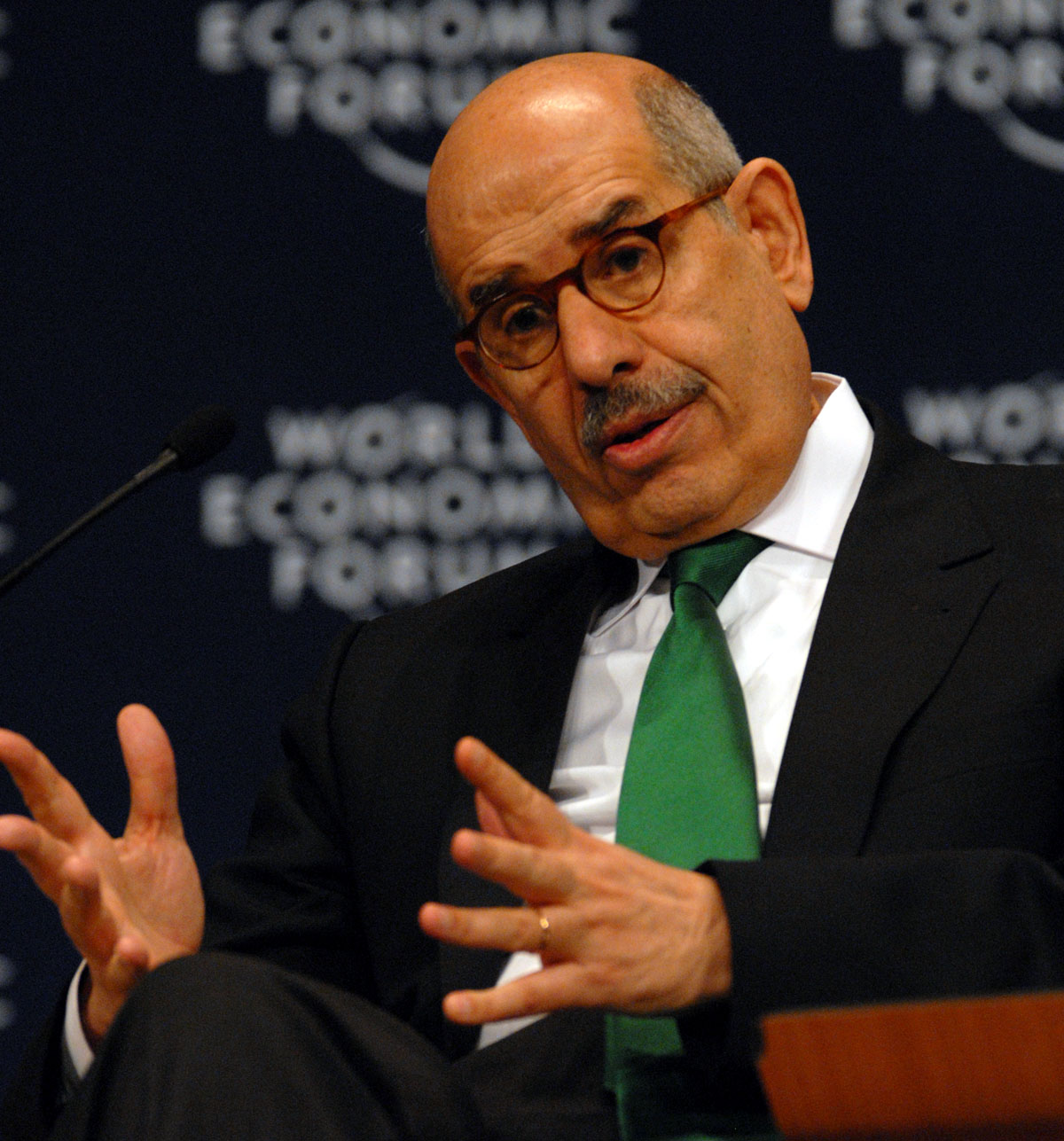
Mohammed el-Baradei (* 1942)

- El-Bashir, Issam (* 1956), islamischer Theologe und Politiker aus dem Sudan
- El-Beltagui, Mohammed Mamdouh (1939–2015), ägyptischer Politiker
- El-Bouazzati, Mohamed (* 1997), deutscher Fußballspieler
- El-Bouhati, Souad (* 1962), französische Filmregisseurin

#### El-D
- El-Dabh, Halim (1921–2017), US-amerikanischer Komponist, Musikwissenschaftler und Musikpädagoge ägyptischer Herkunft und einer der Pioniere der elektroakustischen Musik
- El-Dahaibiová, Lucia (* 1989), slowakische Fußballspielerin
- El-Darwish, Ines, ägyptische Tischtennisspielerin
- El-Dawlatly, Nadeen (* 1993), ägyptische Tischtennisspielerin
- El-Debei, Elias (* 1970), syrischer Geistlicher, melkitisch griechisch-katholischer Erzbischof von Bosra und Hauran
- El-Demiri, Ibrahim, ägyptischer Politiker
- El-Deraa, Seif (* 1998), ägyptischer Handballspieler
- El-Deraa, Yehia (* 1995), ägyptischer Handballspieler
- El-Din, Yousef Gamal (* 1985), ägyptisch-schweizerischer Journalist und Moderator
- El-Domiaty, Jusuf (* 1990), deutscher Basketballspieler

#### El-E
- El-Erian, Abdullah Ali (1920–1981), ägyptischer Jurist und Diplomat, Richter am Internationalen Gerichtshof
- El-Erian, Mohamed A. (* 1958), US-amerikanischer Vorstandsvorsitzender von Pacific Investment Management Company, LLC (PIMCO)Mohamed A. El-Erian (* 1958)

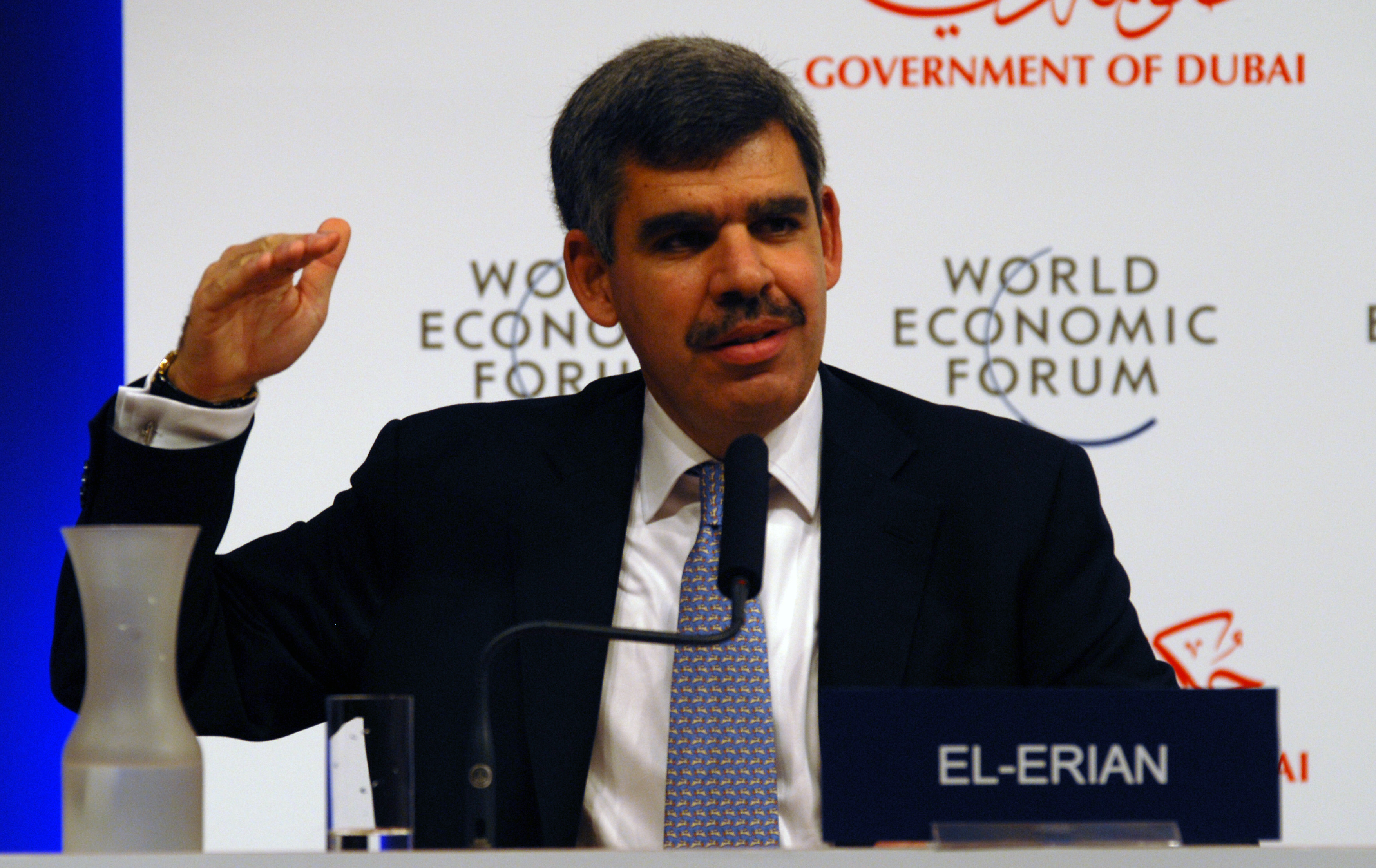
Mohamed A. El-Erian (* 1958)

- El-Erwadi, Amer (* 1991), deutscher Schauspieler
- El-Eslambouly, Aida-Ira (* 1979), deutsche Theaterschauspielerin
- El-Essawy, Mansour (1937–2023), ägyptischer Politiker

#### El-F
- El-Faouzi, Soufiane (* 2002), deutscher Fußballspieler
- El-Farès, Julien (* 1985), französischer Radrennfahrer
- El-Fariq, Hamza (* 1990), marokkanischer Fußballschiedsrichter
- El-Fawwal, Tua (* 1998), Schauspielerin
- El-Fiqqi, Anas Ahmed Nabih (* 1960), ägyptischer Politiker

#### El-G
- El-Gafrawi, Salah El-Din (* 1954), ägyptischer Funktionär internationaler islamischer Organisationen
- El-Gamal, Taha (1923–1956), ägyptischer Schwimmer und Wasserballspieler
- El-Gammal, Shaimaa (* 1980), ägyptische Florettfechterin
- El-Gawhary, Karim (* 1963), deutsch-ägyptischer Journalist
- El-Gendy, Ahmed (* 2000), ägyptischer Pentathlet
- El-Ghazi, Mohamad (* 1982), deutscher Rechtswissenschaftler
- el-Ghobashy, Doaa (* 1996), ägyptische Beachvolleyballspielerin
- El-Giddawi, Ahmed (1931–2013), ägyptischer Turner
- El-Goumri, Othmane (* 1992), marokkanischer Langstreckenläufer
- El-Guindi, Abdelmoneim (1936–2011), ägyptischer Boxer
- El-Guindi, Amina Hamza Mohamed (* 1942), ägyptische Politikerin

#### El-H
- El-Hachem, Paul-Mounged (1934–2022), libanesischer Geistlicher, römisch-katholischer Erzbischof
- El-Hag, Omar (* 1994), deutscher Boxer
- El-Hage, Chucrallah-Nabil (* 1943), maronitischer Erzbischof von Tyros
- El-Hage, Moussa (* 1954), libanesischer Geistlicher, Erzbischof von Haifa und dem Heiligen Land und Patriarchalexarch von Jerusalem und Palästina und Jordanien
- El-Hage, Youhanna Fouad (1939–2005), libanesischer Geistlicher, maronitischer Erzbischof von Tripolis, Präsident der Caritas Internationalis
- El-Hai, Jack (* 1958), US-amerikanischer Journalist, Autor und Hochschullehrer
- El-Halabi, Rola (* 1985), deutsche BoxerinRola El-Halabi (* 1985)

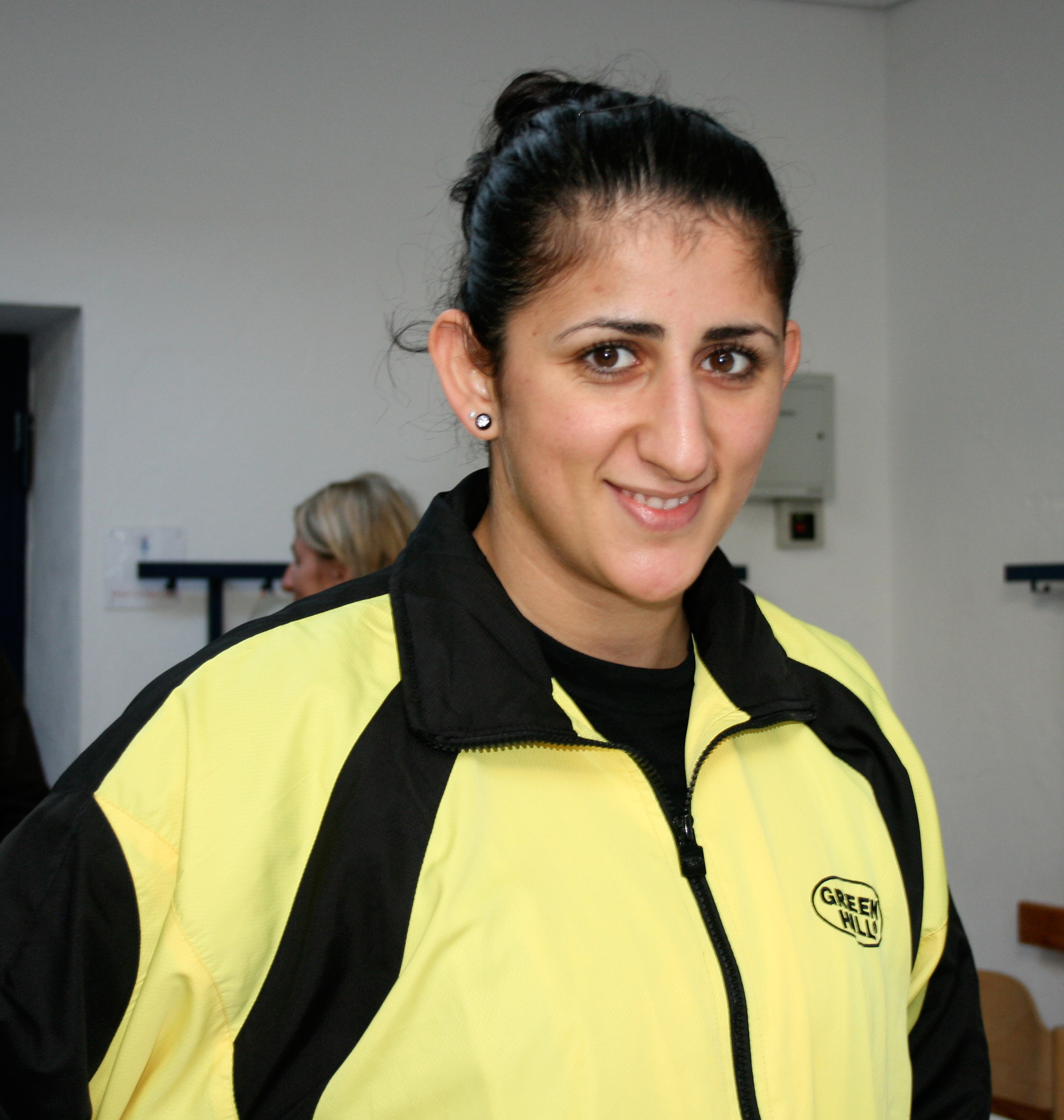
Rola El-Halabi (* 1985)

- El-Harkaoui, Insaf (* 1978), marokkanische Fußballschiedsrichterin
- El-Hasan, Abbas (* 1976), syrischer Agrarwissenschaftler
- El-Hassan, Nemi (* 1993), deutsche Journalistin mit palästinensischem Hintergrund
- El-Helbawy, Kamal (1939–2023), ägyptischer islamischer Aktivist
- El-Helwe, Hilal (* 1994), deutsch-libanesischer Fußballspieler
- El-Hussein, Omar Abdel Hamid (1992–2015), dänischer Terrorist

#### El-I
- El-Idrissi, Cédric (* 1977), Schweizer Leichtathlet
- El-Idrissi, Dany (* 1975), Schweizer Leichtathlet

#### El-J
- el-Jaafari, Noureddine (* 1978), marokkanischer Fußballschiedsrichter

#### El-K
- El-Kassem, Venus (* 1995), deutsche Fußballspielerin
- El-Kassis, Christophe Zakhia (* 1968), libanesischer Geistlicher, maronitischer Erzbischof und Diplomat des Heiligen Stuhls
- el-Kechiya, Mansur (* 1931), libyscher Politiker
- El-Kemissi, Mohamed (* 1931), tunesischer Radrennfahrer
- El-Khalil, May (* 1957), libanesische Sportfunktionärin
- El-Khalil, Milad (1949–2017), deutscher Politiker (CDU), MdL
- El-Khani, Abdallah Fikri (* 1925), syrischer Jurist, Politiker und Diplomat
- El-Khashem, Anna (* 1996), russisch-libanesische Opernsängerin und Konzertsängerin (Sopran)
- El-Khoury, Béchara (1890–1964), libanesischer Staatspräsident und Ministerpräsident
- El-Khoury, Bechara (* 1957), libanesisch-französischer Dichter und Komponist
- El-Khoury, Joyce, libanesisch-kanadische Opernsängerin (Sopran)
- El-Kib, Abdel Rahim (1950–2020), libyscher Elektroingenieur, Hochschullehrer und Ministerpräsident (2011 bis 2012)
- El-Kouloub, Out (1892–1968), ägyptische Schriftstellerin
- El-Kurd, Mohammed (* 1998), palästinensischer Schriftsteller, Journalist und Aktivist
- El-Kurd, Muna (* 1998), palästinensische Journalistin und Aktivistin

#### El-L
- El-Leithy, Ahmed (* 1945), ägyptischer Politiker

#### El-M
- El-Maaoui, Khalil (* 1988), tunesischer Gewichtheber
- El-Mafaalani, Aladin (* 1978), deutscher Soziologe und Politikwissenschaftler
- El-Maghrabi, Shahenda (* 1991), ägyptische Fußballschiedsrichterin
- El-Mahdy, Ramy (* 1992), ägyptischer Hürdenläufer
- El-Maimouni, Siham (* 1985), deutsche Redakteurin und FernsehmoderatorinSiham El-Maimouni (* 1985)

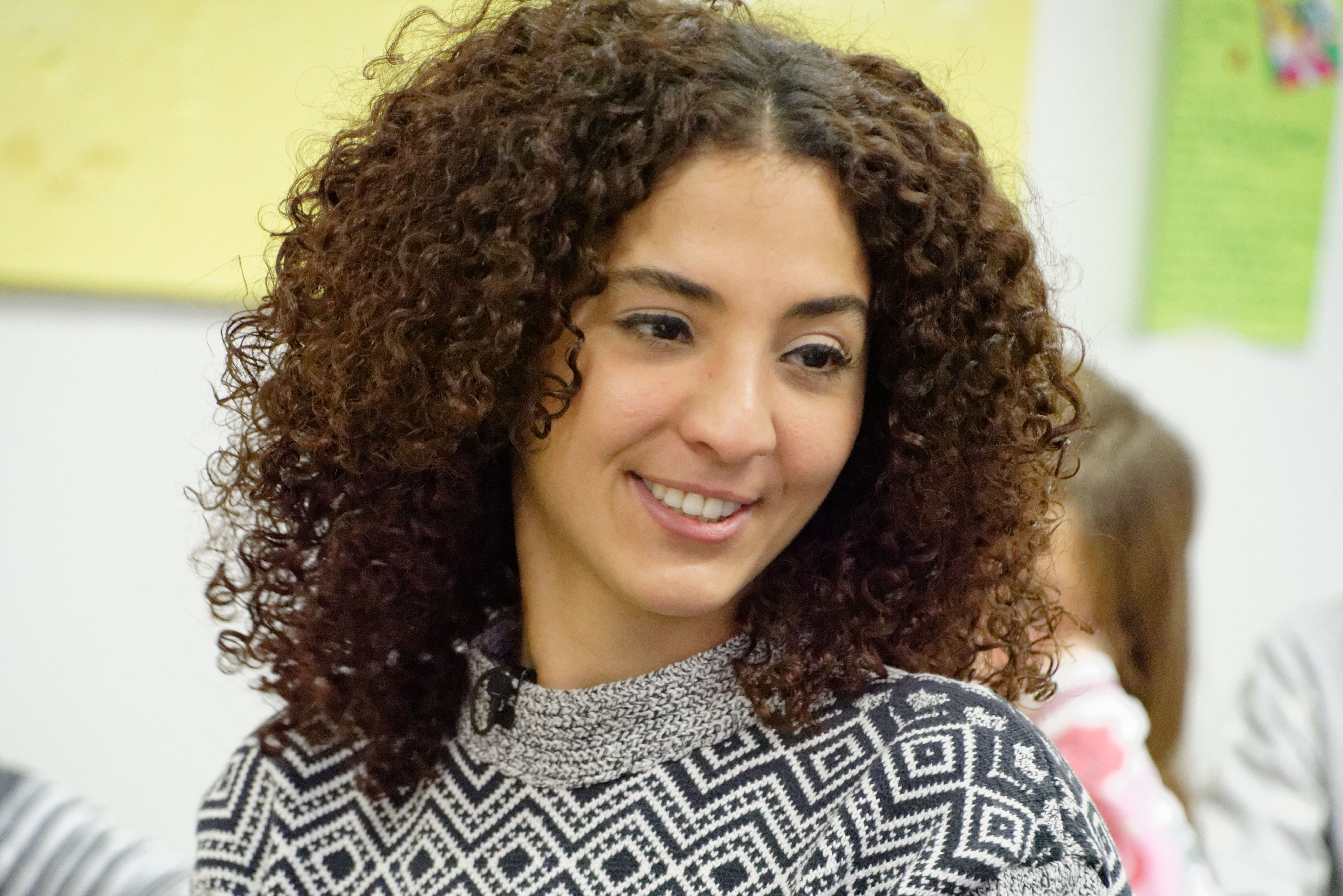
Siham El-Maimouni (* 1985)

- El-Mallah, Issam (* 1948), ägyptischer Musikwissenschaftler
- El-Masri, Mariam (* 1991), kanadische Fußballspielerin
- El-Masri, Rafed (* 1982), deutsch-syrischer Schwimmer
- El-Masry, Amir (* 1990), britischer Filmschauspieler
- El-Masry, Ibrahim (* 1989), ägyptischer Handballspieler
- El-Mogaddedi, Mohammed Belal, Persönlichkeit des Islams in Europa; Vorsitzender der Deutschen Muslim-Liga; Vizepräsident des European Muslim Network
- El-Mohtar, Amal (* 1984), kanadische Dichterin und Autorin
- El-Molla, Mohamed Hamdy (* 1972), ägyptischer Diplomat
- El-Murr, Georges (1930–2017), libanesischer Ordensgeistlicher, Erzbischof von Petra und Philadelphia
- El-Myehob, Abdelallah Musa (* 1955), libyscher Politiker

#### El-N
- el-Nadi, Lotfia (1907–2002), ägyptische Luftfahrtpionierin
- El-Nagashi, Faika (* 1976), österreichische Politikerin (Grüne), Landtagsabgeordnete
- El-Naggar, Said (1920–2004), ägyptischer Hochschullehrer und Mitglied des WTO Appellate Body

#### El-P
- El-P (* 1975), US-amerikanischer Hip-Hop-Musiker und ProduzentEl-P (* 1975)

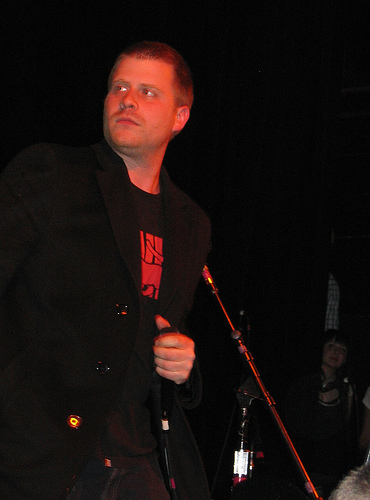
El-P (* 1975)

#### El-Q
- El-Qalqili, Iradj (* 1975), deutscher Ruderer
- El-Qalqili, Joel (* 1984), deutscher Ruderer

#### El-R
- el-Raisuli, Ahmed ben Mohammed (1871–1925), marokkanischer Rebell
- El-Ramly, Lenin (1945–2020), ägyptischer Theater- und Filmautor und Regisseur
- El-Refai, Nour (* 1987), schwedische Schauspielerin, Fernsehmoderatorin, Autorin und Komikerin libanesisch-syrischer Herkunft
- El-Registan, Gabriel (1899–1945), sowjetischer Dichter, Mitautor der Nationalhymne der UdSSR

#### El-S
- El-Saeidi, Omar (* 1980), deutscher Schauspieler arabischer Herkunft
- El-Saharty, Mohamed (* 1990), ägyptischer Turner
- El-Saieh, Issa (1919–2005), haitianischer Saxophonist, Klarinettist, Komponist und GeschäftsmannIssa El-Saieh (1919–2005)

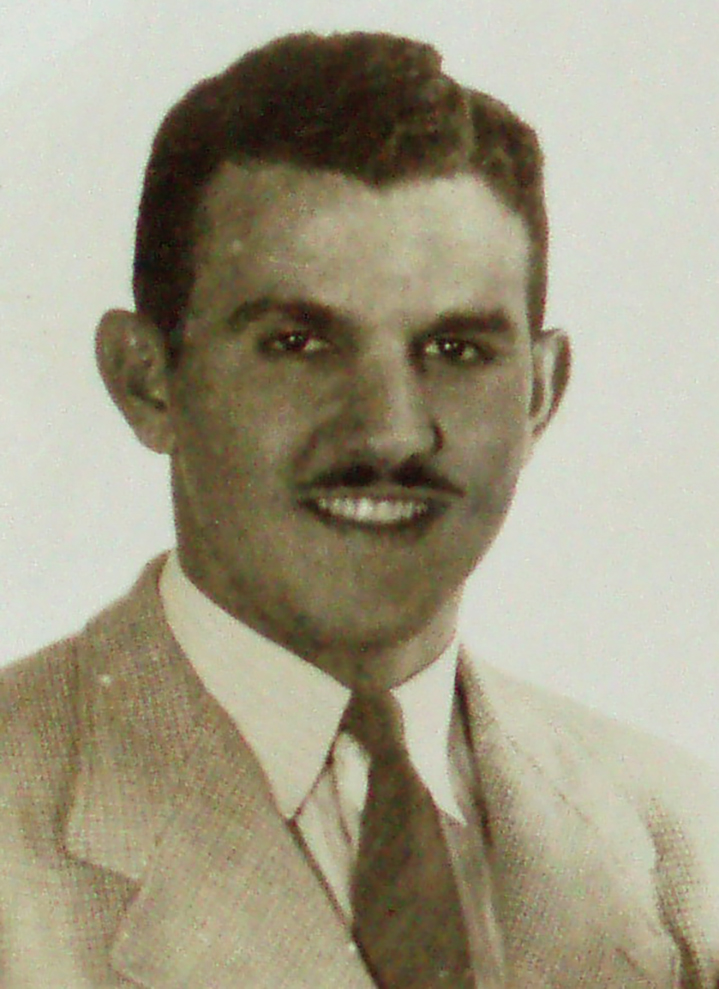
Issa El-Saieh (1919–2005)

- El-Saket, Sherif (* 1970), ägyptischer Tischtennisspieler
- El-Salahi, Ibrahim (* 1930), sudanesischer bildender Künstler
- El-Sawi, Khaled (* 1963), ägyptischer Schauspieler, Dramatiker und Regisseur
- El-Sayah, Paul Nabil (* 1939), libanesischer Geistlicher und Erzbischof
- El-Sayed, Karimat (1933–2016), ägyptische Physikerin
- El-Sayed, Marc (* 1991), deutscher Eishockeyspieler
- El-Sayed, Mohamed (* 2003), ägyptischer Degenfechter
- El-Sayed, Mohamed Ibrahim (* 1998), ägyptischer Ringer
- El-Sayed, Mostafa (* 1933), ägyptisch-US-amerikanischer Chemiker
- El-Sayed, Osman (1930–2013), ägyptischer Ringer
- El-Shazli, Kamal Mohammed (1934–2010), ägyptischer Politiker
- El-Shenawy, Seif (* 2001), ägyptischer Squashspieler
- El-Sherbini, Marwa (1977–2009), ägyptische Handballspielerin, Pharmazeutin und Opfer von Rassismus
- El-Sherif, Nour (1946–2015), ägyptischer Schauspieler und Regisseur

#### El-T
- El-Tamer, Malik (* 1977), deutsch-syrischer Basketballspieler
- El-Tayar, Mohamed (* 1996), ägyptischer Handballspieler
- El-Tayeb, Fatima (* 1966), deutsche Historikerin und Drehbuchautorin
- El-Toukhy, May (* 1977), dänische Filmregisseurin und Drehbuchautorin
- El-Touni, Khadr (1915–1956), ägyptischer Gewichtheber

#### El-W
- El-Wakil, Ibrahim Moukhtar (1911–1988), ägyptischer Diplomat

#### El-Y
- el-Yamine, Mokdad (* 1986), algerischer und französischer Taekwondoin

#### El-Z
- El-Zayat, Ibrahim (* 1968), deutscher Funktionär, Präsident der Islamischen Gemeinschaft in Deutschland
- El-Zayat, Sabiha (* 1970), deutsche Ärztin und Persönlichkeit des Islams in Deutschland und in Europa
- el-Zein Soughayroun, Intisar (* 1958), sudanesische Archäologin und Politikerin
- El-Zein, Abu-Bekir (* 2003), deutsch-libanesischer Fußballspieler